# Cantone di Pierrefitte-sur-Seine
Il Cantone di Pierrefitte-sur-Seine era una divisione amministrativa dell'arrondissement di Saint-Denis.
È stato soppresso a seguito della riforma complessiva dei cantoni del 2014, che è entrata in vigore con le elezioni dipartimentali del 2015.
Comprendeva i comuni di:
- Pierrefitte-sur-Seine
- Villetaneuse